# Badminton 1899
Höhepunkt des Badmintonjahres 1899 waren die All England, welche zum ersten Mal ausgetragen wurden, wobei jedoch nur die Doppeldisziplinen ausgespielt wurden. Die All England 1899 fanden am 4. April 1899 statt.
==Internationale Veranstaltungen ==
| Veranstaltung | Herreneinzel | Dameneinzel | Herrendoppel                    | Damendoppel                     | Mixed                    |
| ------------- | ------------ | ----------- | ------------------------------- | ------------------------------- | ------------------------ |
| All England   | -            | -           | D. Oakes Stewart Marsden Massey | Meriel Lucas Mary Violet Graeme | D. Oakes Daisey St. John |

## Terminkalender
| Veranstaltung | Ort    | Datum         |
| ------------- | ------ | ------------- |
| All England   | London | 4. April 1899 |